# The Big Band Sessions
The Big Band Sessions — сборник американской певицы Аниты О’Дэй, выпущенный в виде двойного альбома в 1979 году на лейбле Verve Records. В альбом вошли треки, записанные певицей в период с 1959 по 1961 год при участии четырёх разных биг-бэндов под управлением Билли Мэя, Гэри Макфарланда, Джимми Джуффри и Джонни Мэндела.

## Отзывы критиков
| Оценки критиков                     | Оценки критиков |
| Источник                            | Оценка          |
| ----------------------------------- | --------------- |
| Encyclopedia of Popular Music       | [ 1 ]           |
| The Rolling Stone Jazz Record Guide | [ 2 ]           |

Питер Рейлли из Stereo Review отметил, что Крис Альбертсон и Роберт Гурвиц проделали великолепную работу по компоновке альбома, а также не менее великолепные примечания Альбертсона. Говоря об исполнении О’Дэй, он написал: «Она из той редкой породы женщин в музыке, которые сочетают оригинальность, стиль, смелость и музыкальность в каждом выступлении. Мои собственные особые фавориты здесь — в сете с оркестром Билли Мэя. Мои любимые композиции здесь представлены в сете с оркестром Билли Мэя. О’Дэй исполняет „Just One of Those Things“ с напыщенной, беспечной самозабвенностью, уговаривает „Easy to Love“, так что это скорее дань уважения, чем бесцеремонное приглашение, и исполняет „I Get a Kick Out of You“ с хладнокровием летуна, кружащего по пляжу Бейлис. И хотя О’Дэй уделяет текстам больше внимания, чем большинство джазовых певиц, она никогда не теряет контроля над своим мерцающим тоном и зажигательной музыкальностью». Рейлли добавил, что альбом просто необходим для любой коллекции.

## Список композиций
Сторона A
1. «Upstate» — 2:29
2. «Boogie Blues» — 3:42
3. «Night Bird» — 3:55
4. «A Woman Alone with the Blues» — 3:16
5. «The Ballad of Sad Young Men» — 4:25
6. «You Came Along Way from St. Louis» — 4:12

Сторона B
1. «It Had to Be You» — 3:19
2. «The Way You Look Tonight» — 2:14
3. «Hershey Bar» — 2:09
4. «Gone With the Wind» — 2:15
5. «Come Rain or Come Shine» — 2:15
6. «My Heart Belongs to Daddy» — 2:53
7. «Easy Come, Easy Go» — 2:15
8. «A Lover Is Blue» — 3:02
9. «You’re a Clown» — 2:32

Сторона C
1. «Trav’lin’ Light» — 3:31
2. «Don’t Explain» — 3:08
3. «If The Moon Turns Green» — 2:52
4. «I Hear Music» — 2:13
5. «Lover Come Back to Me» — 2:46
6. «Crazy He Calls Me» — 3:23

Сторона D
1. «What Is this Thing Called Love» — 2:31
2. «Ten Cents a Dance» — 2:17
3. «Just One of Those Things» — 2:06
4. «Have You Met Miss Jones» — 1:52
5. «Easy to Love» — 2:03
6. «Get Out of Town» — 2:30
7. «Night and Day» — 2:01
8. «I Get a Kick Out of You» — 2:21
9. «Lover» — 1:59
10. «Johnny One Note» — 1:51

## Участники записи
- Аранжировка, дирижёр — Гэри Макфарланд (A1—A6), Джимми Джуффри (B1—B9), Джонни Мэндел (C1—C6), Билли Мэй (D1—D10)
- Бонго — Бадди Кларк (С1—С6)
- Вибрафон — Ларри Банкер (С1—С6)
- Вокал — Анита О’Дэй
- Гитара — Барри Гэлбрейт (A1—A6), Эл Альт (C1—C6)
- Кларнет — Уолт Ливински (A1—A6)
- Саксофон-альт — Фил Вудс (A1—A6), Уолт Ливински (A1—A6), Джо Майни (C1—C6)
- Саксофон-баритон — Чак Джентри (С1—С6)
- Саксофон-тенор — Джером Ричардсон (A1—A6), Зут Симс (A1—A6), Джо Майни (C1—C6)
- Тромбон — Боб Брукмейер (A1—A6), Уиллис Деннис (A1—A6), Дик Нэш (C1—C6), Фрэнк Розолино (C1—C6), Луис Маккрири (C1—C6), Стью Уильямсон (C1—C6)
- Труба — Херб Померой (A1—A6), Эл Порчино (C1—C6), Джек Шелдон (C1—C6), Джон Андерсон (C1—C6), Рэй Трискари (C1—C6), Стю Уильямсон (С1—С6)
- Ударные — Мел Льюис (C1—C6)
- Фортепиано — Хэнк Джонс (A1—A6), Расс Фриман (C1—C6)

Даты записи
- Треки с A1 по A6 записаны в Нью-Йорке 16 октября 1961 года.
- Треки с B1 по B9 записаны в Лос-Анджелесе с 6 по 8 апреля 1959 года (состав музыкантов неизвестен).
- Треки с C1 по C6 записаны в Лос-Анджелесе 18 января 1961 года.
- Треки с D1 по D10 записаны в Лос-Анджелесе 2 и 9 апреля, 6 и 8 июня 1960 года (состав музыкантов неизвестен).

Все данные взяты из примечаний к альбому.